# درانزفلد
شهر درانزفلد در ایالت نیدرزاکسن در کشور آلمان واقع شده است.